# Modibo Keita
Modibo Keita (4. lipnja 1915. – 16. svibnja 1977.) bio je afrički vođa, prvi predsjednik afričke države Malija.
Rođen je u dijelu grada Bamakoa u muslimanskoj obitelji. Aktivan već kao mladić, brzo se povezao s raznim komunističkim i drugim organizacijama. 1943. osnovao je časopis koji je žestoko napadao kolonijalnu vlast. Zbog toga je 1946. tri tjedna bio u zatvoru. Nakon velikih napora na postizanju neovisnosti, 1960. došao je na mjesto predsjednika. Prihvatio je političku ideologiju nazvanu afrički socijalizam. Prvo mu je blizak bio Léopold Sédar Senghor, a kasnije su mu bliski postali Kwame Nkrumah i Sekou Toure. Keita je također sudjelovao u izradi nacrta povelje što će dovesti do utemeljenja Organizacije afričkog jedinstva.
Srušen je u vojnom udaru koju je predvodio Moussa Traore, te smješten u zatvor gdje je i umro u 62. godini.
Rehabilitiran je dolaskom višestranačja a spomenik mu je podignut 6. lipnja 1999. godine.